# Gampsocleis beybienkoi
Gampsocleis beybienkoi är en insektsart som beskrevs av Cejchan 1968. Gampsocleis beybienkoi ingår i släktet Gampsocleis och familjen vårtbitare. Inga underarter finns listade i Catalogue of Life.